# 가장 완벽한 마방진
n(=4k)차 가장 완벽한 마방진(- 完璧- 魔方陳, 영어: most-perfect magic square)은 1부터 n2까지의 수를 포함하는 범대각선이고, 다음 특성이 있다.
1. 각 2×2 부분사각형의 합은 마법 합/k이다.
2. 모든 대각선(주대각선 또는 범대각선)에서, n/2만큼 떨어져 있는 모든 짝의 정수의 합은 n2+1이다.